# Puchar Świata w Zapasach 2012 – styl klasyczny mężczyzn
Zawody Pucharu Świata w 2012 roku w stylu klasycznym odbyły się pomiędzy 19–20 maja w Sarańsku w Rosji.

## Ostateczna kolejność drużynowa
|     | Państwo          |
| --- | ---------------- |
|     | Iran             |
|     | Turcja           |
|     | Korea Południowa |
| 4.  | Azerbejdżan      |
| 5.  | Rosja            |
| 6.  | Węgry            |
| 7.  | Bułgaria         |
| 8.  | Kazachstan       |
| 9.  | Białoruś         |
| 10. | Armenia          |

## Wyniki

### Grupa A
| Grupa A             |
| ------------------- |
| 1. Turcja           |
| 2. Korea Południowa |
| 3. Węgry            |
| 4. Kazachstan       |
| 5. Armenia          |

### Mecze
- Turcja -  Korea Południowa 5-2
- Turcja -  Węgry 5-2
- Turcja -  Kazachstan 5-2
- Turcja -  Armenia 7-0
- Korea Południowa -  Węgry 4-3
- Korea Południowa -  Kazachstan 5-2
- Korea Południowa -  Armenia 6-1
- Węgry -  Kazachstan 4-3
- Węgry -  Armenia 2-5
- Kazachstan -  Armenia 4-3

### Grupa B
| Grupa B        |
| -------------- |
| 1. Iran        |
| 2. Azerbejdżan |
| 3. Rosja       |
| 4. Bułgaria    |
| 5. Białoruś    |

### Mecze
- Iran -  Azerbejdżan 4-3
- Iran -  Rosja 4-3
- Iran -  Bułgaria 6-1
- Iran -  Białoruś 6-1
- Azerbejdżan -  Rosja 4-3
- Azerbejdżan -  Bułgaria 5-2
- Azerbejdżan -  Białoruś 5-2
- Rosja -  Bułgaria 7-0
- Rosja -  Białoruś 6-1
- Bułgaria -  Białoruś 5-2

### Finały
- 9-10  Białoruś -  Armenia 6-1
- 7-8  Bułgaria -  Kazachstan 4-3
- 5-6  Rosja -  Węgry 7-0
- 3-4  Korea Południowa -  Azerbejdżan 5-2
- 1-2  Iran -  Turcja 5-2

## Klasyfikacja indywidualna

### I-VIII
| Waga   |                  |                                   |                                                    | 4                              | 5                | 6                              | 7              | 8                                |
| ------ | ---------------- | --------------------------------- | -------------------------------------------------- | ------------------------------ | ---------------- | ------------------------------ | -------------- | -------------------------------- |
| 55 kg  | Lee Jung-baek    | Hamid Surijan                     | Madi Żarbołow                                      | Elçin Əliyev Stiepan Marianian | ----             | Robert Kirakosjan              | Orxan Əhmədov  | Ayhan Karakuş                    |
| 60 kg  | Omid Nouruzi     | Artur Mykyrtczian                 | Sakit Cəlilov Ałmat Kiebispajew                    | ----                           | Woo Seung-jae    | Ibragim Łabazanow              | Rahman Bilici  | Jerboł Kałabajew                 |
| 66 kg  | Sa’id Abdewali   | Jeong Ji-hyeon Mihran Harutiunian | ----                                               | Jerboł Kongyratow              | Bálint Korpási   | Kim Ji-hun                     | Jurij Dienisow | Gework Sahakian                  |
| 74 kg  | Şeref Tüfenk     | Rafiq Hüseynov                    | Kim Hyeon-woo Dosżan Kartykow                      | ----                           | Ilijan Georgiew  | Jawor Janakiew Iljas Magomadow | ----           | Imil Szarafietdinow              |
| 84 kg  | Taleb Nematpur   | László Antunovics                 | Saman Tahmasebi                                    | Kim Jin-hyeok Ałchazur Özdijew | ----             | Zaur Karieżew                  | Jawor Janakiew | Aleksiej Miszyn                  |
| 96 kg  | Szalwa Gadabadze | György Rizmajer                   | Cimafiej Dziejniczenka Dawud Gilnejrang Cenk İldem | ----                           | -----            | Elis Guri                      | Lee Se-yeol    | Isłam Magomiedow Ahmet Taçyıldız |
| 120 kg | Rıza Kayaalp     | Kim Yong-min                      | Baszir Babadżanzade                                | Bálint Lám                     | Lubomir Dimitrow | Szochruddi Ajubow              | Artyom Nahar   | Waczik Jeghiazarian              |

### IX-XV
| Waga   | 9                 | 10                              | 11                    | 12                            | 13                                | 14                      | 15            | 16               |
| ------ | ----------------- | ------------------------------- | --------------------- | ----------------------------- | --------------------------------- | ----------------------- | ------------- | ---------------- |
| 55 kg  | Fatih Üçüncü      | Ełbiek Tażyjeu                  | Aleksandyr Kostadinow | Nazir Mankijew                | Wenelin Wenkow                    | Dávid Borsos            | ----          | ----             |
| 60 kg  | Iwan Kujłakow     | Mustafa Sağlam                  | Máté Krasznai         | Maksim Każarski               | Rumen Sawczew                     | ----                    | ----          | ----             |
| 66 kg  | Rasul Emungaev    | Rustem Emir-Amzajew             | Płamen Petrow         | Vasıf Arzumanov Rəsul Çunayev | -                                 | Ali Mohammadi           | Atakan Yüksel | Jarasłau Kardasz |
| 74 kg  | Yauhen Bachko     | Warszam Boranian                | Mohsen Ghasemi        | Hadi Alizade                  | Martin Szabó                      | Alaksandr Dziemjanowicz | ----          | ----             |
| 84 kg  | Selçuk Çebi       | Alim Selimau                    | Ahmet Yıldırım        | Rafik Manukian                | Wiktar Sasunouski Dżawid Gamzatow | ----                    | ----          | ----             |
| 96 kg  | ----              | Sarkis Tonojan Shazulan Sadykov | ----                  | Nikita Mielnikow              | Mohammed Reza Akbari              | Alaksandr Hrabowik      | ----          | ----             |
| 120 kg | Aleksandr Anuczin | Zaur Mehrəliyev                 | Ajym Äbdyldina        | Amir Ghasemi Mondżazi         | ----                              | ----                    | ----          | ----             |